# Хук (удар)
Хук, або гук (англ. hook; імен. — «гак»; дієсл. — «чіпляти», «ловити», «згинати») — це вид удару рукою, що належить до основних елементів ударної техніки таких бойових мистецтв, як бокс, кікбоксинг, тайський бокс та інших. Хук — це короткий фланговий, боковий удар, що виконується і ближньою, і дальньою щодо суперника рукою. Техніка виконання: руку, зігнуту в лікті, викидають по дузі в ціль; у процесі завдання удару корпус повертається на 90°, зміщаючи центр ваги на бік, протилежний руці, якою завдають удар; у момент удару кулак тримають у горизонтальному або вертикальному положенні. Хуку завдають у корпус (тулуб) і в голову, використовують як атакувальний удар (з місця, з присіданням, у стрибку) і як контрудар (на короткій дистанції), може бути одиночним і виконуватися в комбінації.

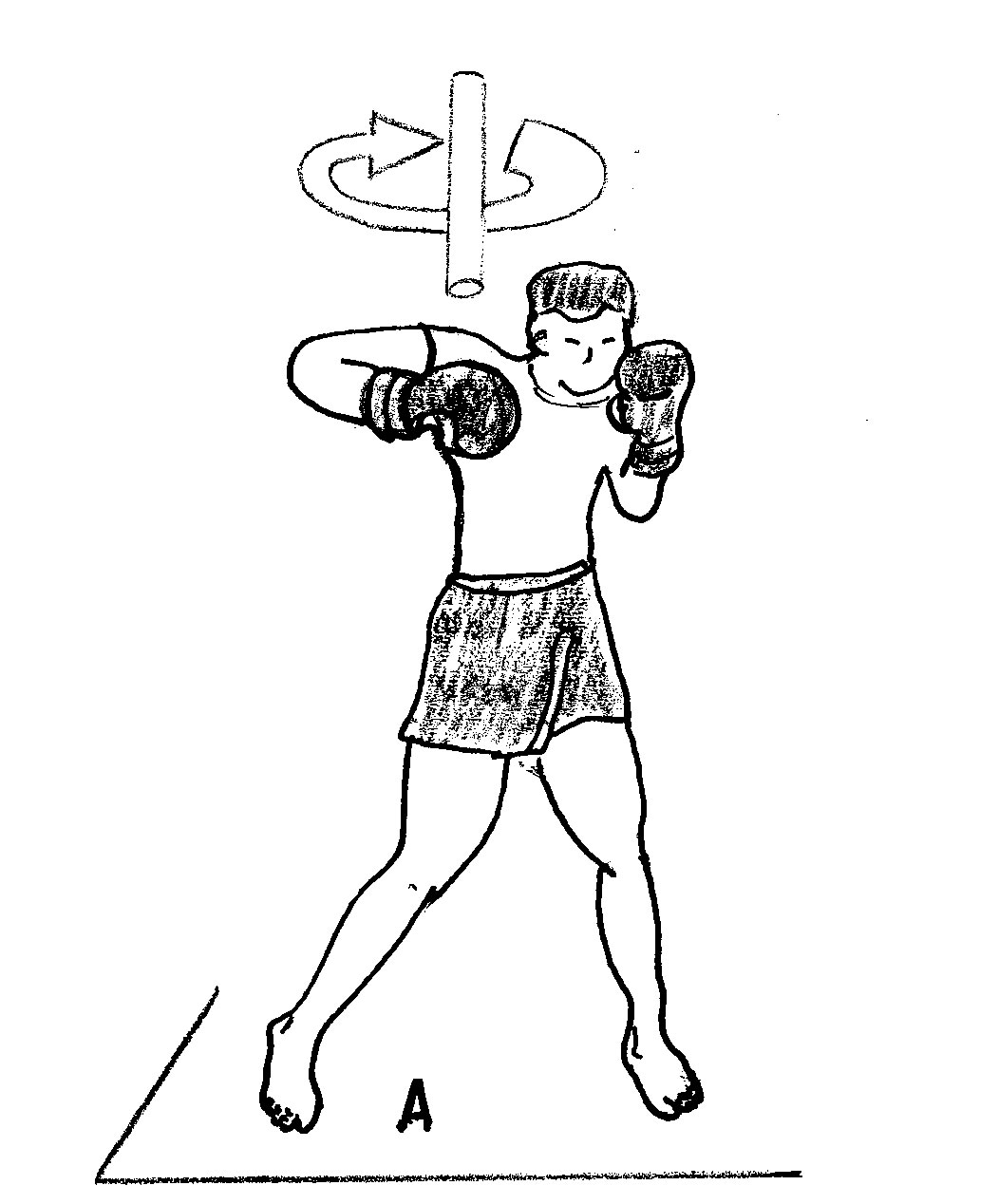
Обертовий момент удару
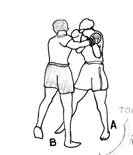
Правою рукою
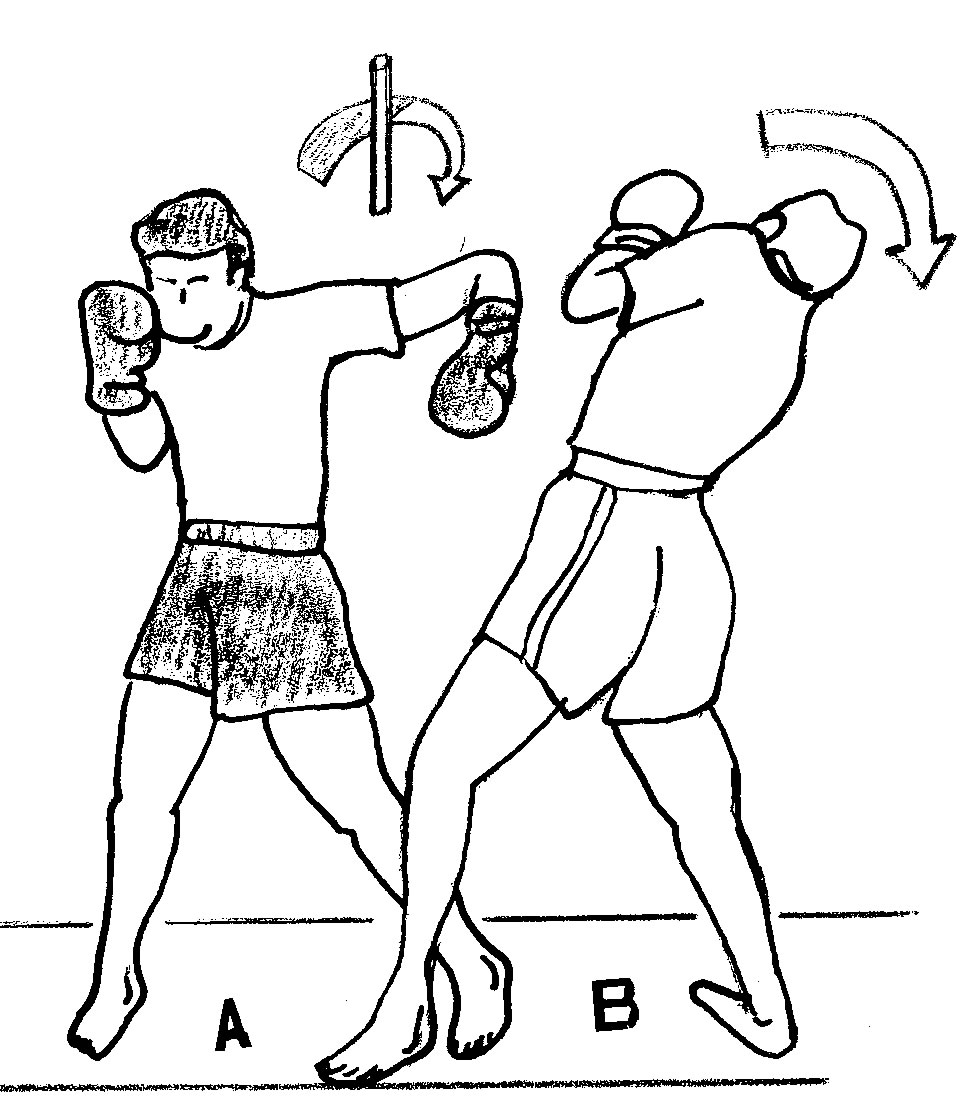
Лівою рукою

Належить до числа сильних, нокаутуючих ударів; завдяки використанню момента сили він має велику ефективність. Особливо значущим хук є в боксі і кікбоксингу. Назва «хук» є широко поширеною і прийнятою для позначення такого виду ударів, але в конкретних традиційних бойових мистецтвах він може мати свої назви.